# Сааведра, Хуан де
Эрнандо (Хуан) де Сааведра (исп. Juan de Saavedra, урожд. Фернандо де Сааведра Дорадо-и-дель Рио Васкес де Агилар, исп. Fernando de Saavedra Dorado y del Río Vázquez de Aguilar) — испанский колониальный чиновник, президент королевской аудиенции в Лиме. Точной даты рождения и смерти не известно.
После смерти вице-короля Диего Лопеса де Суньига на временной основе сроком менее месяца в феврале 1564 года исполнял обязанности вице-короля Перу. На посту вице-короля, также на временной основе до прибытия Франсиско де Толедо, его заменил Лопе Гарсия де Кастро. Имя Хуана де Сааведра почти всегда включают в список вице-королей Перу, хотя из-за столь краткого пребывания у власти он чем-либо особенным отличиться не смог.
В некоторых источниках упоминается также ещё один конкистадор Хуан де Сааведра, основатель города Вальпараисо, достоверно не известно, был ли это один и тот же человек, либо это разные люди.